# アインシュタインの関係式 (速度論)
アインシュタインの関係式（アインシュタインのかんけいしき、またはアインシュタイン-スモルコフスキーの関係式）とは物理学、特に速度論における式であり、1905年にアルベルト・アインシュタイン及びウィリアム・サザーランドによって、1906年にマリアン・スモルコフスキーによってそれぞれ独立に明らかにされたブラウン運動についての関係式である。この方程式の一般形は
{\displaystyle D=\mu \,k_{\mathrm {B} }T}
と表される。ここで
- D は拡散係数
- μ は"移動度"、つまり粒子の熱的な流動速度（英語版）と外力との比（ μ = vd/F ）
- kB はボルツマン定数
- T は絶対温度

である。
この方程式は揺動散逸定理の一つの例でもある。
特別な場合において、次のように書くこともできる。
{\displaystyle D={\tfrac {\mu _{q}\,k_{\mathrm {B} }T}{q}}} （荷電粒子の拡散における電気的移動度の式）
{\displaystyle D={\tfrac {k_{\mathrm {B} }T}{6\pi \,\eta \,r}}} （レイノルズ数が低い液体中の球粒子の拡散における"ストークス-アインシュタインの式"）
ここで
- q は粒子の電荷
- μq は荷電粒子の電気移動度
- η は粘度
- r は球体粒子の半径

である。